# Juan de Valle y Arredondo
Juan de Valle y Arredondo (1567 – 20 de fevereiro de 1622) foi um prelado católico romano que serviu como bispo de Guadalajara (1607–1617).

## Biografia
Juan de Valle y Arredondo nasceu em San Miguel del Arroyo, Espanha, e foi ordenado sacerdote na Ordem de São Bento. No dia 19 de março de 1607 foi escolhido pelo Rei da Espanha e confirmado pelo Papa Paulo V como Bispo de Guadalajara. Em dezembro de 1607, foi consagrado bispo por Juan Bautista Acevedo Muñoz, Patriarca das Índias Ocidentais com Juan Vigil de Quiñones y Labiada, Bispo de Valladolid, e Lucas Duran, Bispo Emérito de Chiapas como co-consagradores. Em 1617, renunciou ao cargo de bispo de Guadalajara; mais tarde, faleceria no dia 20 de fevereiro de 1622.